# Giacomo De Asarta
Giacomo Carlo Maria De Asarta (Sampierdarena, 26 ottobre 1780 – Milano, 1º agosto 1857) è stato un generale e politico italiano, ufficiale veterano delle guerre napoleoniche, dove partecipò alla campagna d'Italia (1805), campagna di Prussia e Polonia, Campagna di Spagna (1808-1811), campagna di Russia (1812), e campagna di Germania del 1813. Dopo la restaurazione, nel 1816 rientrò in servizio nell'Armata Sarda, e tra il 13 giugno 1840 e l'aprile 1843 ricoprì la carica di Viceré di Sardegna.

## Biografia
Nacque a Sampierdarena il 26 ottobre 1780, figlio di Emanuele Dionisio, di origine spagnola, e di Annamaria Chiappara.
In tenera età visse a Genova e, non ancora diciottenne, intraprese la carriera militare entrando il 30 gennaio 1798 nell'esercito piemontese, in forza alle guardie del corpo del re con il grado di sottotenente. Sovrano era allora Carlo Emanuele IV, ma il regno era oramai sotto il dominio francese e nel dicembre di quello stesso anno il re lasciò il Piemonte per trasferirsi in Sardegna sotto la protezione della flotta inglese. Il 17 luglio 1799, con il grado di sottotenente, entrò in servizio nel 1° Reggimento dragoni piemontesi al servizio della Francia che, il 27 ottobre 1802, fu trasferito in servizio nella Repubblica Italiana costituita nel gennaio dello stesso anno per volere di Napoleone Bonaparte.
Partecipò alla campagna del 1805 nell'Armata d'Italia, e nel 1806 partecipò alla conquista del Regno di Napoli. Nel 1807 prese parte alla Campagna di Prussia e Polonia come sottotenente, distinguendosi a Prum (Saar). Prese poi parte campagna di Spagna (1808-1811) venendo promosso tenente del 1º Reggimento dragoni piemontesi il 26 giugno 1808, distinguendosi nell'assedio di Gerona (1º maggio-dicembre 1809) venendo decorato il 3 dicembre 1809 con la Croce di Cavaliere di terza classe dell'Ordine della Corona ferrea.  Il 30 aprile 1811 fu promosso capitano aggregato allo Stato Maggiore generale, e nel maggio dello stesso anno si distinse, in forza alla divisione del generale Domenico Pino, nell'azione mirante all'espugnazione del forte Olivo, principale difesa della città di Tarragona, venendo decorato per questo, il 6 agosto 1811, della Legion d'onore. Nel 1812 partecipò alla campagna di Russia, e nel marzo 1813, agli ordini del generale Pietro Sant'Andrea, alla campagna di Germania in forza alla II Brigata fanteria del generale Luigi Gaspare Peyri distinguendosi nella presa di un fortino presso lo stretto di Juhndorf e nella ritirata a Torgau. Dal 16 al 19 ottobre 1813 partecipò alla battaglia di Lipsia in forza alla Divisione Fontanelli.
Dopo la caduta di Napoleone e la successiva restaurazione, il 1º maggio 1815 passò, col grado di maggiore, al servizio dell'Impero austriaco assegnato al Reggimento "Colloredo", rassegnando le proprie dimissioni il 12 giugno, che furono accolte.
Il 1º aprile 1816 riprese servizio nell'Armata Sarda col grado di capitano di fanteria d'ordinanza, in aspettativa a mezza paga. Il 4 ottobre successivo fu assegnato allo Stato maggiore della divisione di Novara, dove prestò servizio per molti anni, e il 31 maggio 1817 fu nominato sottoaiutante generale nello Stato Maggiore.
Durante i moti del 1820-1821 rimase fedele al re, e per questo, il 13 aprile 1822, fu decorato con la Croce di Cavaliere dell'Ordine militare dei Santi Maurizio e Lazzaro. Il 16 luglio dello stesso anno fu promosso luogotenente colonnello nello Stato maggiore, sempre in servizio nella divisione di Novara, ed il 24 settembre 1823 ne fu nominato Capo di stato maggiore. Nel 1824 sposò la signorina Maria Antonia Carolina Della Croce, di origine milanese, dalla quale ebbe sette figli. Il 27 gennaio 1826 fu promosso colonnello, ed il 19 ottobre 1830 fu trasferito a capo dello Stato maggiore della divisione di Alessandria. L'8 ottobre 1831 passò in servizio nel corpo dello Stato Maggiore generale, ma il 21 novembre successivo fu promosso maggiore generale ed assunse il comando della Brigata Savoia. Il 9 dicembre 1834 gli vennero conferiti il titolo nobiliare di conte.
Nominato comandante della città e della provincia di Casale (29 dicembre 1836), fu poi comandante delle truppe in Sardegna con l'incarico di governatore della città di Cagliari (1º ottobre 1839). Il 13 giugno 1840 fu promosso luogotenente generale assumendo le funzioni di viceré di Sardegna, al posto di Giuseppe Maria Montiglio di Ottiglio e Villanova collocato a riposo per motivi di salute. Durante il suo mandato si distinse per la lotta agli incendi che ogni anno devastavano intere distese di terreni nel promuovere le colture del granone e dei legumi, nel migliorare il regime alimentare dei malati negli ospedali, modificò la legislazione penale con gravi pene contro i responsabili di peculato e di concussione, e nel combattere la violenza ed i delitti che dilagavano sull'isola, creando il corpo delle guardie campestri destinate alla custodia delle proprietà rurali.
Nella primavera del 1843 lasciò l'incarico di viceré di Sardegna, assumendo quello comandante della città di Aosta l'8 aprile dello stesso anno, mantenendo questo incarico sino al 4 dicembre 1848. In quella data fu nominato comandante generale della città di Alessandria, e il 14 gennaio 1849 fu trasferito a quello della città di Genova. Nel marzo di quell'anno, in seguito alla disfatta di Novara, dovette contrastare una rivolta scoppiata nella città in quanto si era sparsa la voce che Genova, in seguito alla firma dell'armistizio, sarebbe stata consegnata ai vincitori. Non disponendo di forze sufficienti ad arginare la rivolta, chiese per lettera ad Alfonso La Marmora l'invio di rinforzi, ma tale missiva non fu mai consegnata a destinazione in quanto venne intercettata dai dimostranti. Il 28 marzo, su richiesta del Consiglio municipale, e disponendo di una guardia scarsa e non fidata, dovette consegnare i forti dello Sperone e del Begato alla guardia nazionale. Nei giorni successivi la famiglia fu presa in ostaggio dai rivoltosi e il 1º aprile, non vedendo arrivare alcun tipo di rinforzi dal governo di Torino, dovette capitolare. Il giorno successivo lasciò la città con le sue truppe consegnando i forti alla guardia nazionale, evitando così un grande spargimento di sangue. Il suo operato a Genova fu aspramente criticato negli ambienti governativi, e lo stesso generale La Marmora giudicò la sua condotta debole ed imprevidente. In risposta a queste accuse scrisse una Relazione degli ultimi fatti di Genova (Torino 1849), in cui dimostrava che ogni decisione presa in quelle circostanze era stata soggetta all'approvazione del governo. Per questo stesso motivo fu poi pienamente prosciolto da ogni accusa dalla Commissione d'inchiesta appositamente istituita nell'aprile 1849 al fine di indagare sul suo operato. Nonostante la sentenza assolutoria della Commissione inquirente, le polemiche continuarono a divampare, ma da quel momento egli si ritirò da ogni tipo di discussione.
Il 9 agosto 1849 fu collocato a riposo e si ritirò a vita privata fino alla sua morte, avvenuta a Milano il 1º agosto 1857.

### Annotazioni
1. ↑  Nel 1840 emise un apposito pregone in cui ricordava i danni causati ogni anno dal fuoco sull'isola a causa della trascuratezza da parte degli agricoltori, e invitava, nel contempo, le autorità civili ad esercitare una severa sorveglianza.

### Fonti
1. 1 2 3 4 5 6 7 8 9  Ilari, Shamà 2008, p. 178.
2. 1 2 3 4 5 6 7 8 9 10 11 12 13 14 15 16  https://www.treccani.it/enciclopedia/giacomo-de-asarta_(Dizionario-Biografico)/.
3. ↑  Zanoli 1845, p. 70.
4. 1 2  Siotto Pintor 1877, pp. 325-396.
5. 1 2  Lorigiola 1898, pp. 66-94.
6. ↑  Lorigiola 1898, pp. 156-174.